# Afërdita
Afërdita  eller Afërdite är ett kvinnonamn av albanskan afërditë 'gryning, dagning', eller som en albansk form av Afrodite. Namnet förekommer i svensk folkbokföring även i formerna Aferdita och Aferdite.
I augusti 2018 fanns följande bärare folkbokförda i Sverige:
- Afërdita 6 kvinnor varav alla som tilltalsnamn[3]
- Aferdita 196 kvinnor varav 188 som tilltalsnamn[4]
- Afërdite 0 kvinnor[5]
- Aferdite 7 kvinnor varav alla som tilltalsnamn[6]

Det fanns alltså totalt 209 bärare i Sverige, varav alla kvinnor och 201 med namnvarianterna som tilltalsnamn. Inga manlig bärare fanns registrerad på namnformerna.

## Namnsdag
Namnsdag i Sverige: saknas.

Namnsdag i Finland (finlandssvenska namnlängden): saknas.

## Personer med namnet Adërdita
- Afërdita Dreshaj – kosovoalbansk sångerska.